# Lauren Barfield
Lauren Barfield (15. března 1990 Tacoma) je americká volejbalistka. Hraje na pozici blokařky. Od roku 2021 působí v polském klubu Legionovia Legionowo.

## Týmové úspěchy
Rakouské mistrovství:
- 2013

Německé mistrovství:
- 2017, 2018[3]
- 2019

Německý superpohár:
- 2017, 2018, 2019, 2020

Německý pohár:
- 2019, 2021

## Individuální ocenění
- 2021: Nejlepší hráčka (MVP) ve finále Německého poháru[4]